# El (zeitate)

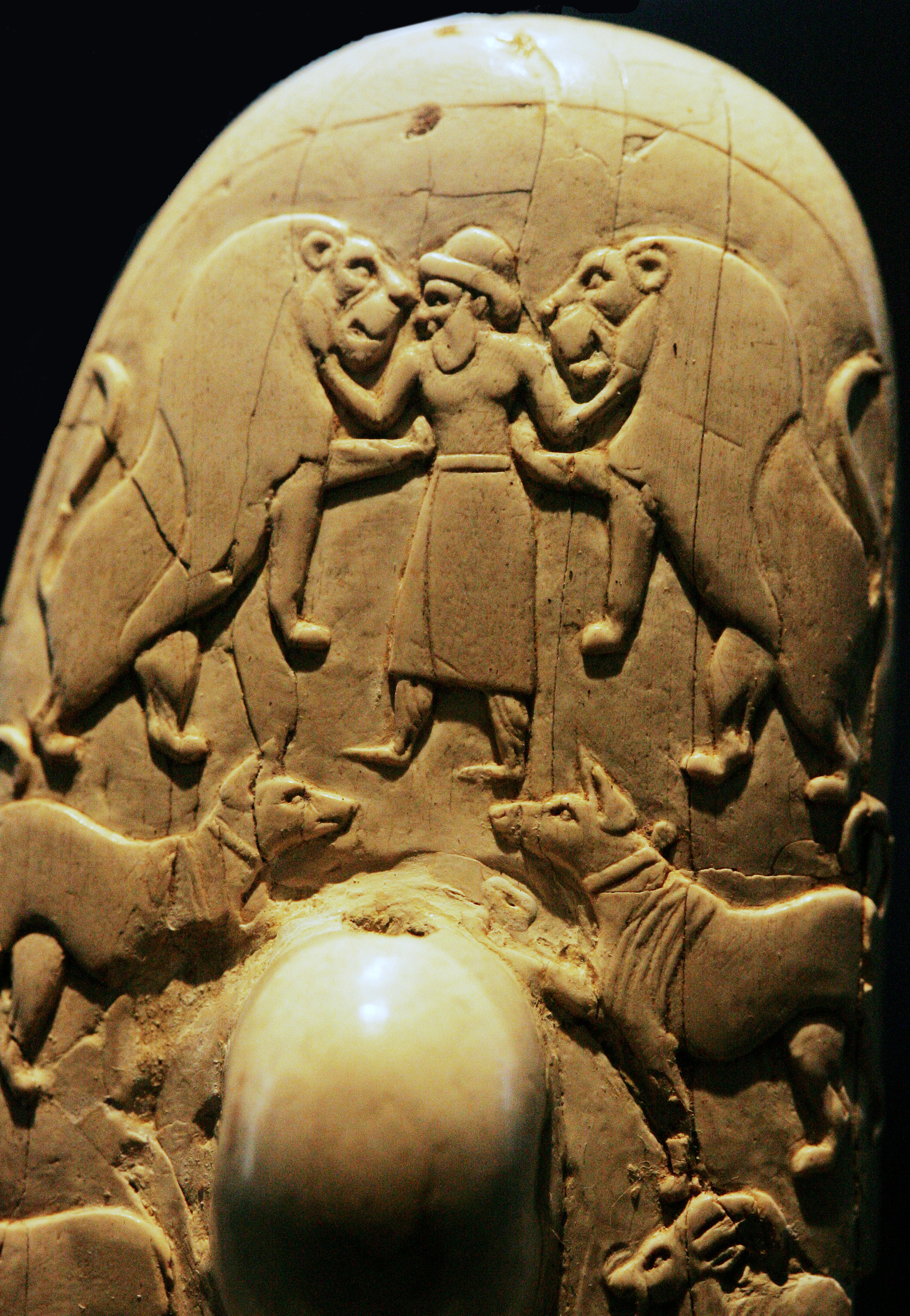
Imagine a Dumnezeului, El, bătând doi lei; sculptură pe mânerul unui cuțit ceremoonial Gebel el-Arak.

El (În  ugaritică 𐎛𐎍, în  feniciană 𐤀𐤋, în  siriacă ܐܠ, în ebraică אל  (ʼĒl), în  arabă إل sau إله, înrudit de  akkadiană  ilu ) este un cuvânt din nord-vestul semitic, tradus în mod tradițional ca "Dumnezeu", referindu-se la cea mai mare zeitate. Uneori, în funcție de context, rămâne netradus (fiind "pur și simplu El), pentru a se referi la numele propriu al unui zeu.